# 811-es főút (Magyarország)
A -es számú főút egy három számjegyű, másodrendű főút Fejér vármegye északi részén; Székesfehérvártól tart az 1-es főút Bicske és Tatabánya közötti szakaszáig, hossza mintegy 42 kilométer. Már az 1930-as évek óta főúti besorolással rendelkezik.

## Nyomvonala
Székesfehérvár belvárosában, a bíróság épületénél indul, majd keresztezi a 7-es főút városi elkerülő szakaszát, onnan északi-északkeleti irányban halad tovább a Lovasberényi-háton és a Váli-völgyben.
Székesfehérvár után az útjába eső első település Pátka, melynek csak külterületeit érinti. Ezt követően Lovasberény, Vértesacsa, Alcsútdoboz és Felcsút településeken halad keresztül és Óbarok közigazgatási területén ér véget, beletorkollva az 1-es főútba.
Több helyen – Székesfehérvár-Csala pusztánál, Pátka és Lovasberény határa közelében, Vértesacsán, az Acsai-víz hídja mellett, végül pedig Felcsút déli szélénél is – keresztezi az évtizedekkel ezelőtt felszámolt Bicske–Székesfehérvár-vasútvonal nyomvonalát; a négy keresztezés közül ma már csak a felcsútinál van vasúti forgalom, a korábbi vasút helyett néhány éve megindított Vál-völgyi Kisvasút révén. Utolsó métereihez közelítve az út még elhalad a Budapest–Hegyeshalom–Rajka-vasútvonal alatt is, amely egy felüljárón keresztezi.
Alsóbbrendű utak közül Csalánál a 81 314-es, Pátkánál a 81 114-es számú mellékút (egykori állomáshoz vezető út, illetve bekötőút) ágazik ki belőle; Lovasberénynél a 8119-es út keresztezi (amely Velencéről vezet Csákvárra); Vértesacsánál egy újabb egykori állomáshoz vezető út lép ki belőle, a 81 308-as; Alcsút központjában a 8111-es és a 8106-os út is beletorkollik – előbbi délkelet (Baracska), utóbbi északkelet (Biatorbágy) felől –, Felcsút északi határában pedig a 8126-os úttal keresztezik egymást. Utóbbi mellékút Sörédet és a 81-es főutat köti össze Bicskével.

## Története
1934-ben a kereskedelem- és közlekedésügyi miniszter 70 846/1934. számú rendelete a teljes mai hosszában harmadrendű főúttá nyilvánította: az Alcsút és Székesfehérvár közti szakaszát 805-ös útszámozással, a következő szakaszt a Felcsút és Baracska közti 804-es, Felcsúttól az 1-es főútig tartó szakaszát pedig a mai Pilisjászfalu és Söréd közt húzódó 806-os főút részeként.

## Az út filmekben, irodalomban
- A jelenlegi 811-es főútnak a forgalomból (bizonyára nyomvonal-korrekció miatt) ma már kivont pátkai szakasza a falu külterületén álló hajdani őrháznál lévő vasúti kereszteződéssel együtt látható Dobray György A Mi Ügyünk, avagy az utolsó hazai maffia hiteles története című játékfilmjében; az őrház épületén a filmben az Alsórókás-Rendező felirat olvasható.